# Brett Gurewitz
Brett W. Gurewitz (Los Ángeles, California, 12 de mayo de 1962) es un guitarrista y compositor del grupo de punk rock Bad Religion y dueño de la discográfica Epitaph. También es conocido como Mr.Brett y Brett Religion. Además, ha producido discos de Bad Religion y álbumes de otras bandas de Epitaph como NOFX, Rancid o Pennywise, entre otros.

## Biografía

### Bad Religion
Bad Religion se fundó en Woodland Hills, distrito angelino ubicado en el Valle de San Fernando, allá por 1979, cuando Greg Graffin, Jay Ziskrout, el propio Brett y Jay Bentley decidieron juntarse para formar un grupo con la música que les gustaba. Los tres estudiaban en el instituto El Camino Real High School.
Lanzan su primer trabajo en 1981, un EP autotitulado Bad Religion mediante el sello discográfico que Brett acababa de fundar, el mítico Epitaph. La banda
, un año más tarde, lanzó su primer álbum de estudio, How Could Hell Be Any Worse?, y el segundo en 1983, Into the Unknown. Todos ellos producidos por Brett y comercializados por Epitaph. Lanzaron en 1984 un 7" llamado Back to the Known e hicieron su primera pausa, que duraría 4 años, hasta el lanzamiento de Suffer en 1988.
Las drogas y los excesos de Brett provocaron que el influyente guitarrista y compositor californiano volviese a apartarse de Bad Religion en 1994. Justo después de grabar y lanzar su octavo álbum, Stranger than Fiction, ficharon por la multinacional Atlantic Records. Brett reconoce que "en aquella época dije que lo había dejado por la firma con una multinacional (Atlantic). Era falso, estaba enfermo. Básicamente me fui porque no tenía nada que aportar, era el momento de abandonar y de intentar recuperarme". Mr. Brett sería reemplazado por Brian Baker, uno de los fundadores de la banda de hardcore Minor Threat. Durante su estancia lejos de Bad Religion, Brett formó un supergrupo llamado Daredevils, junto a otros músicos punk como Josh Freese.
En 2002 volvió a la banda para la grabación de The Process of Belief, asegurando que "mi vuelta y el regreso a Epitaph tiene un gran significado. Eso se refleja en la música, porque Bad Religion y Epitaph fuimos la misma cosa en un principio y era una combinación poderosa. Reencontrarme con los fans después de todo lo ocurrido en este tiempo es como completar un círculo perfecto. Ha sido como la primera vez". Pese a la llegada de Brett, Brian Baker continuó y continúa ejerciendo de guitarrista para Bad Religion. Al respecto, Mr. Brett se toma con humor este asunto de las idas y venidas en la banda durante una entrevista: "Es divertido porque en los ochenta entró Greg Hetson para sustituirme. Luego regresé y cuando me marché otra vez en los noventa llegó Brian Baker. Ahora somos tres guitarras y sólo falta que entre el cuarto –bromea Brett -. Si viviera otra vez cambiaría el nombre del grupo por el de The Bad Religion Orchestra."
En 2003, Brett también formó otro grupo. Un proyecto paralelo a Bad Religion llamado Error, banda californiana de electro-punk-hardcore en el que también figura el productor y músico Atticus Ross.

### Epitaph
Brett Gurewitz es el dueño del sello discográfico más importante del punk rock y de la música alternativa. En ella ha dado la oportunidad a bandas como, los propios Bad Religion, NOFX, The Offspring, Rancid, Pennywise o Millencolin.
La idea de lanzar su primer trabajo vino acompañada del cómo hacerlo. Brett recuerda que la situación era "una escena gris en la que sólo había bandas de colegio; por eso decidimos escribir nuestra propia historia y, de paso, ayudar a otros a escribirla. Porque no teníamos cabida, tan sólo había unos pocos sellos de punk que estaban en la frontera entre lo que hacíamos y el pasado. Pero, a la vez, también había un caldo de cultivo de bandas que pedían a gritos editar sus primeros siete pulgadas. Eso es lo que nos terminó de animar".
Otro de los problemas era poder dar con bandas con las que poder trabajar y, poco a poco, engrosar el catálogo de bandas del sello. Por lo tanto, se puso él mismo a reclutar grupos. "Tenía un pequeño estudio llamado West Beach y muchas bandas de punk rock venían a grabar allí. Fue mi forma de entrar en contacto, por ejemplo, con NOFX o Pennywise. Otro método era a través de pequeñas emisoras de radio: fueron diferentes manifestaciones pero con un mismo espíritu. No necesariamente buscábamos una línea 1977, aunque también nos gustaba. Lo importante es que hubiese una forma diferente de expresarse, con una raíz punk más o menos evidente. Total Chaos, por ejemplo, me mandó una casete con un mensaje escrito a rotulador: “Escucha esta cinta, es puto punk”, lo cual, por supuesto, me convenció".
Tras los duros comienzos llegó la explosión del punk rock y punk pop californiano de comienzos de los años 90, donde Offspring le dio la fama mundial a Epitaph tras el éxito de Smash, el disco más vendido de la historia por un sello independiente. Y es que 1994 fue el año de Epitaph, porque al éxito en ese año de Smash se le unió Punk in Drublic, el disco más famoso de los californianos NoFX y uno de los discos más importantes e influyentes del punk rock moderno y del hardcore melódico.
Aquel éxito sobrepasó al propio Brett, que se encontró dirigiendo una pequeña compañía independiente con ventas de multinacional, de la noche a la mañana. Hoy en día Epitaph sigue siendo el referente de la música punk rock junto a la otra gigante, Fat Wreck Chords.